# 1824 en droit
Cet article présente les faits marquants de l'année 1824 en droit.

## Événements
- Lois instaurant les grandes libertés individuelles et collectives dans la colonie du Cap (1824-1828).

### Mars
- 25 mars : par décret impérial, entrée en vigueur de la première charte constitutionnelle  brésilienne, la première constitution dans l'histoire de ce pays[1]. Liberté religieuse. Le catholicisme est reconnu comme religion d’État. L’empereur obtient un pouvoir modérateur (poder moderador). Il nomme les sénateurs, convoque l’assemblée générale, sanctionne leurs décrets et leurs résolutions, approuve ou suspend les résolutions des assemblées législatives provinciales, proroge ou ajourne l’assemblée générale, dissout la chambre des députés, nomme et renvoie librement les ministres, suspend les magistrats, exerce le droit de grâce et d’amnistie. Il utilise son pouvoir modérateur pour affermir l’État et renforcer l’exécutif face au législatif, en faisant alterner gouvernements libéraux et conservateurs.

### Avril
- 8 avril : décret de Simón Bolívar redistribuant les terres au indiens du Pérou et de Grande-Colombie.

### Juin
- 6 juin : Combination Acts. Le Parlement britannique autorise les syndicats : la loi exclut les trades-unions des poursuites pour actions collectives contre la loi commune. Cette mesure met un terme aux lois condamnant les associations d’ouvriers.
- 17 juin, États-Unis : fondation du Bureau des réserves indiennes, rattaché au ministère de la Guerre et établi à Washington. Chargé de régler les litiges territoriaux, ce bureau se transformera en un outil de colonisation des terres indiennes.

### Octobre
- 4 octobre : mise en vigueur de la constitution du Mexique. Santa Anna instaure la République au Mexique. Organisation des Estados Unidos Mexicanos. Santa Anna joue pendant son mandat de l’opposition entre les conservateurs centralistes et les libéraux fédéralistes pour se maintenir au pouvoir.

### Décembre
- 20 décembre / 1er janvier 1825 : loi russe autorisant les fabricants à affranchir leurs serfs avec la permission du Comité des ministres.

## Décès
- 14 mars : Christian Gottlieb Haubold, jurisconsulte allemand († 4 novembre 1766).